# ピローグ

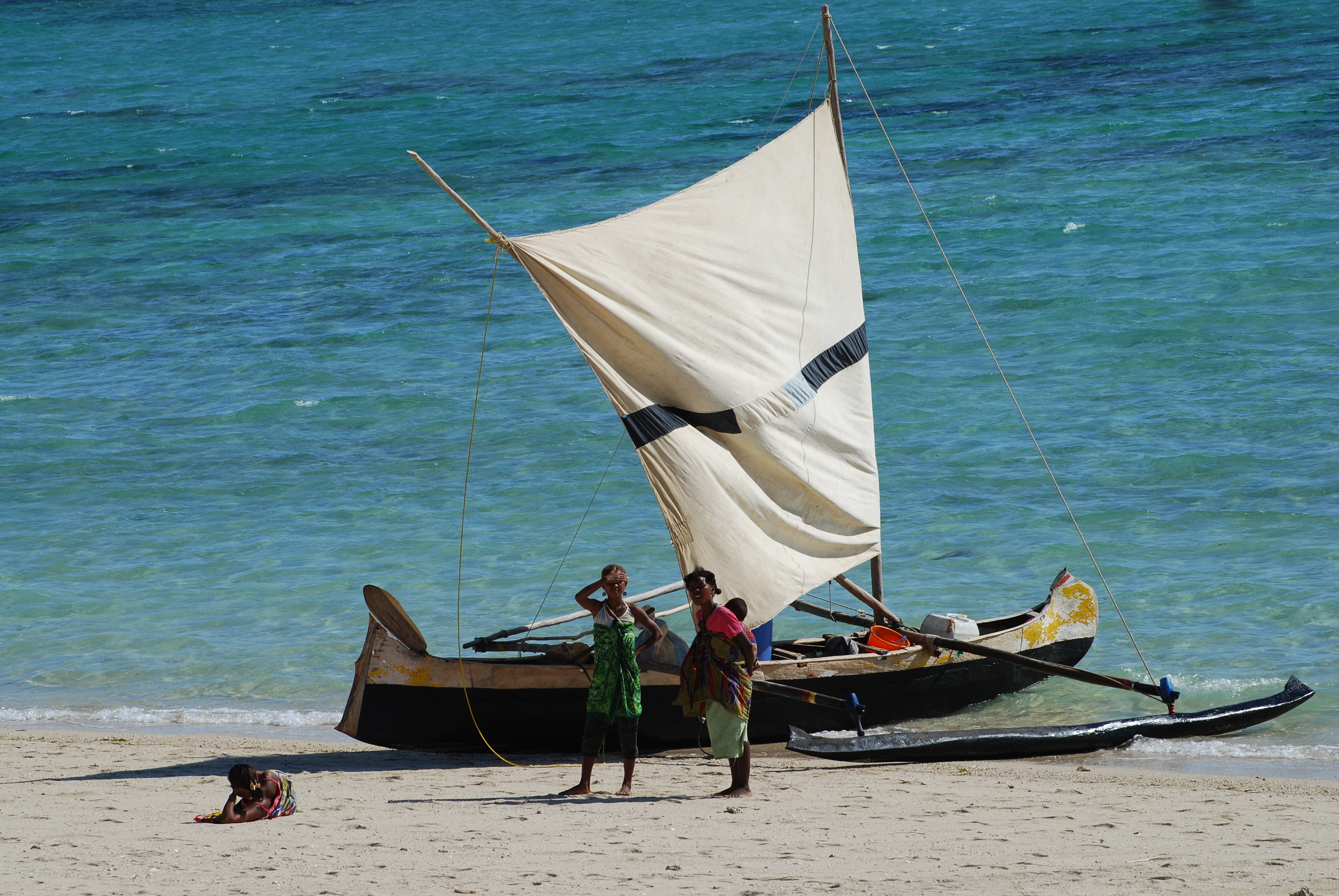
マダガスカルの釣り用の伝統的な帆付きピローグ（ラカナとよばれるアウトリガーカヌー）

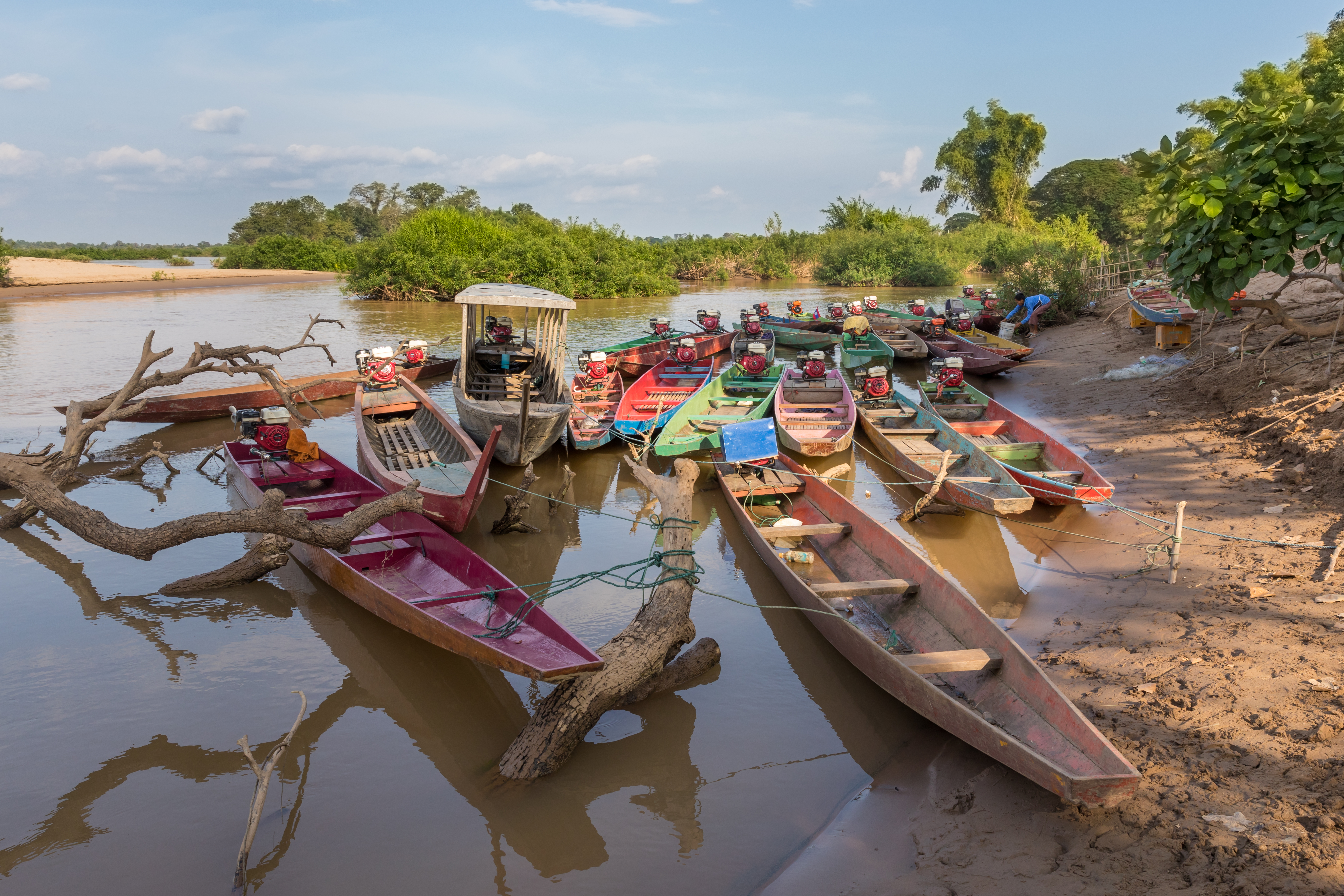
ラオス・シーパンドンのピローグ

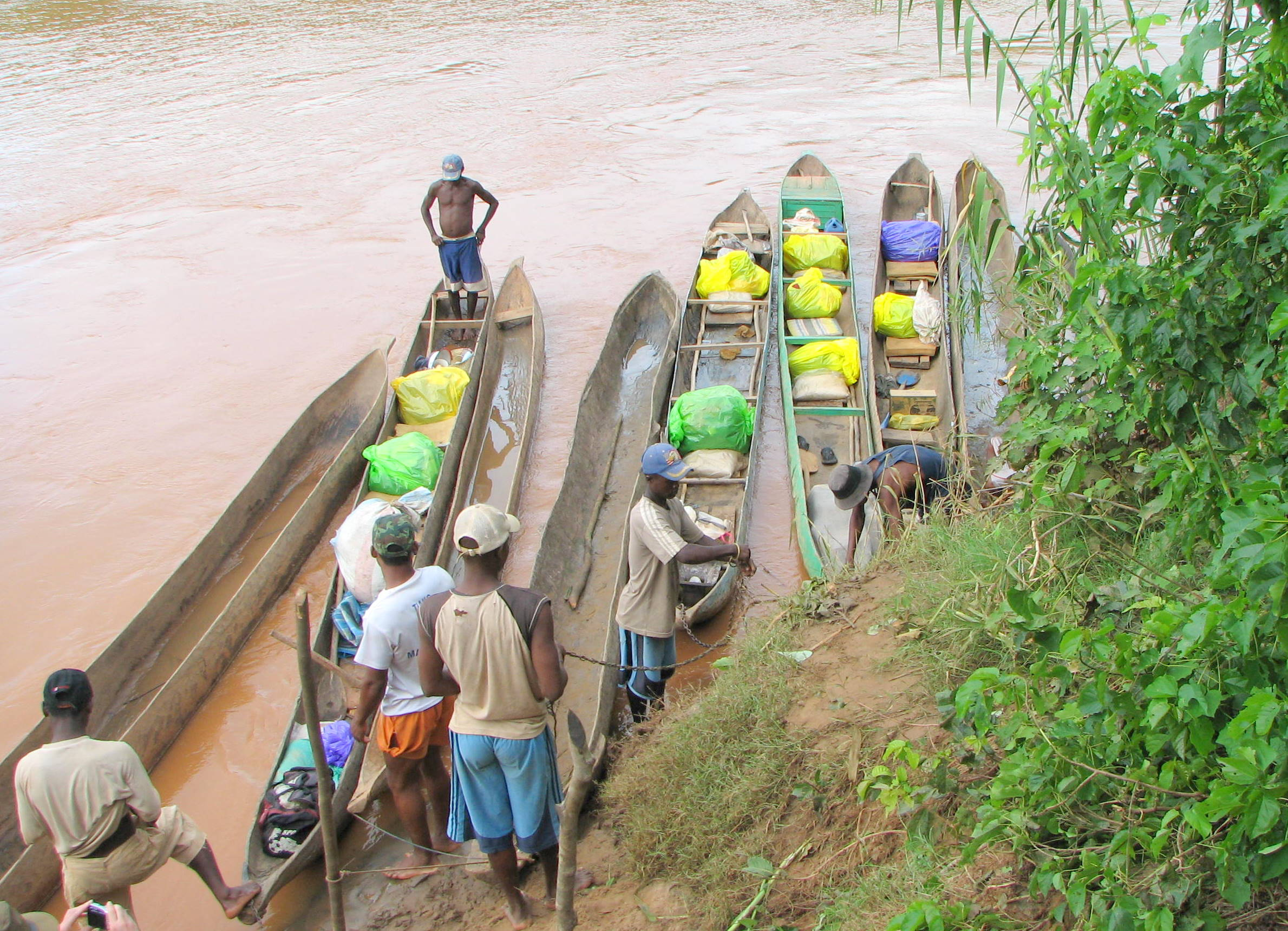
マダガスカルのピローグ

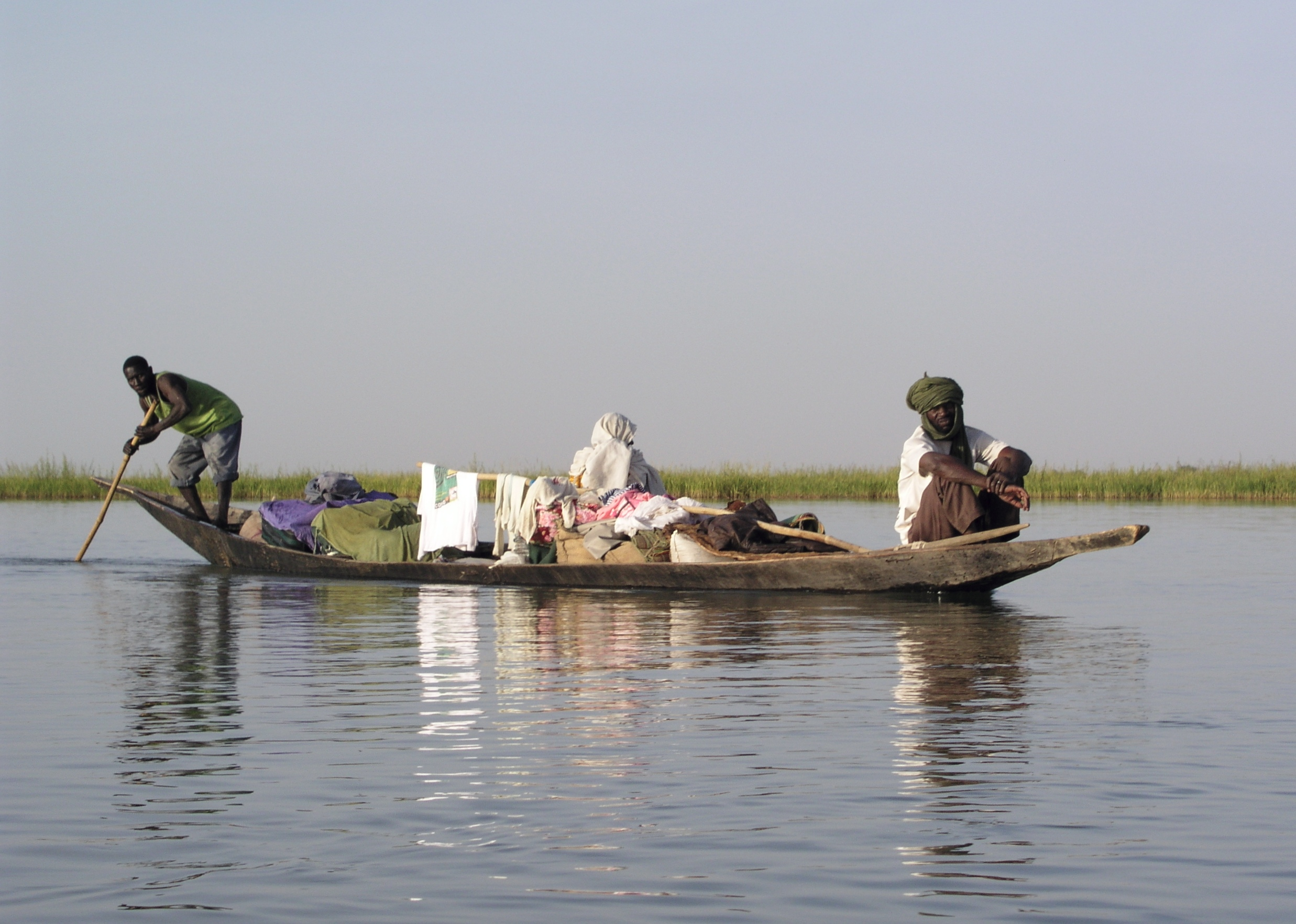
マリ・ニジェール川のピローグ

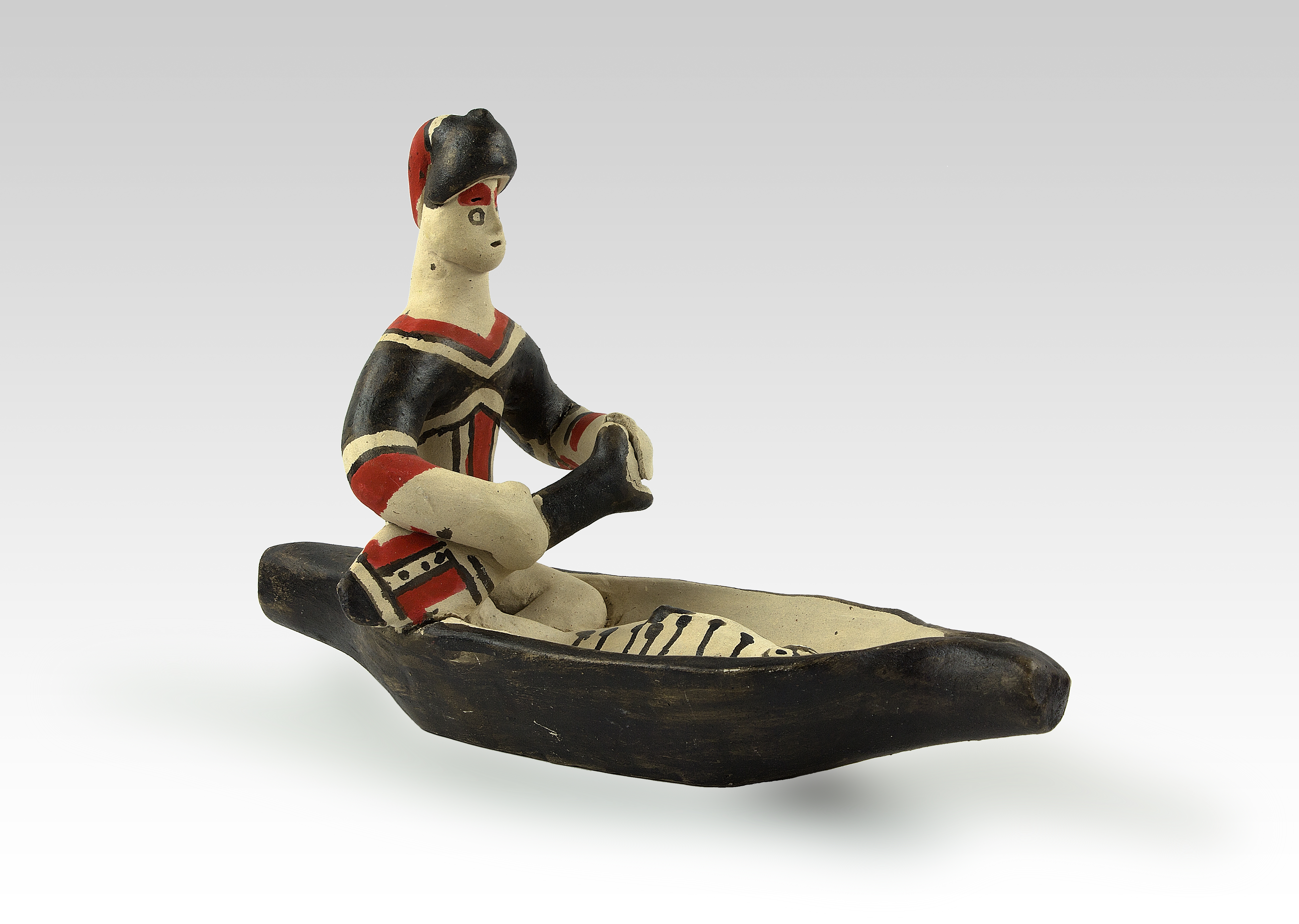
カラジャ族の土人形（トゥールーズ自然史博物館蔵）

ピローグ (フランス語: pirogue [piʀɔɡ]、piragua や piragaとも）は、小型のボートのうち、丸木舟や土着のカヌーを指す。スペイン語のpiragua [piˈɾaɣwa]、カリブ語のpirauaに由来する。

## 概要
ピローグは特定の船を指す語ではなく、かつてスペインやフランスに植民地化されていた地域で使われる土着のボート、特に1本の丸太から作られた丸木舟のことをいう。フランス領西アフリカでは、伝統的な漁師が使う手作りのバナナ型ボートのことを指す。マダガスカルにおいては、より精巧なオーストロネシアのアウトリガーカヌー、ラカナのことも含んでいう。
ピローグはふつう、シングルブレードパドルで操縦する。浅瀬では、プッシュポールを用いたパンティングも可能である。小型の帆を張る場合もある。多くの地域において、船外機も用いられている。

## 軍事・海賊行為での利用

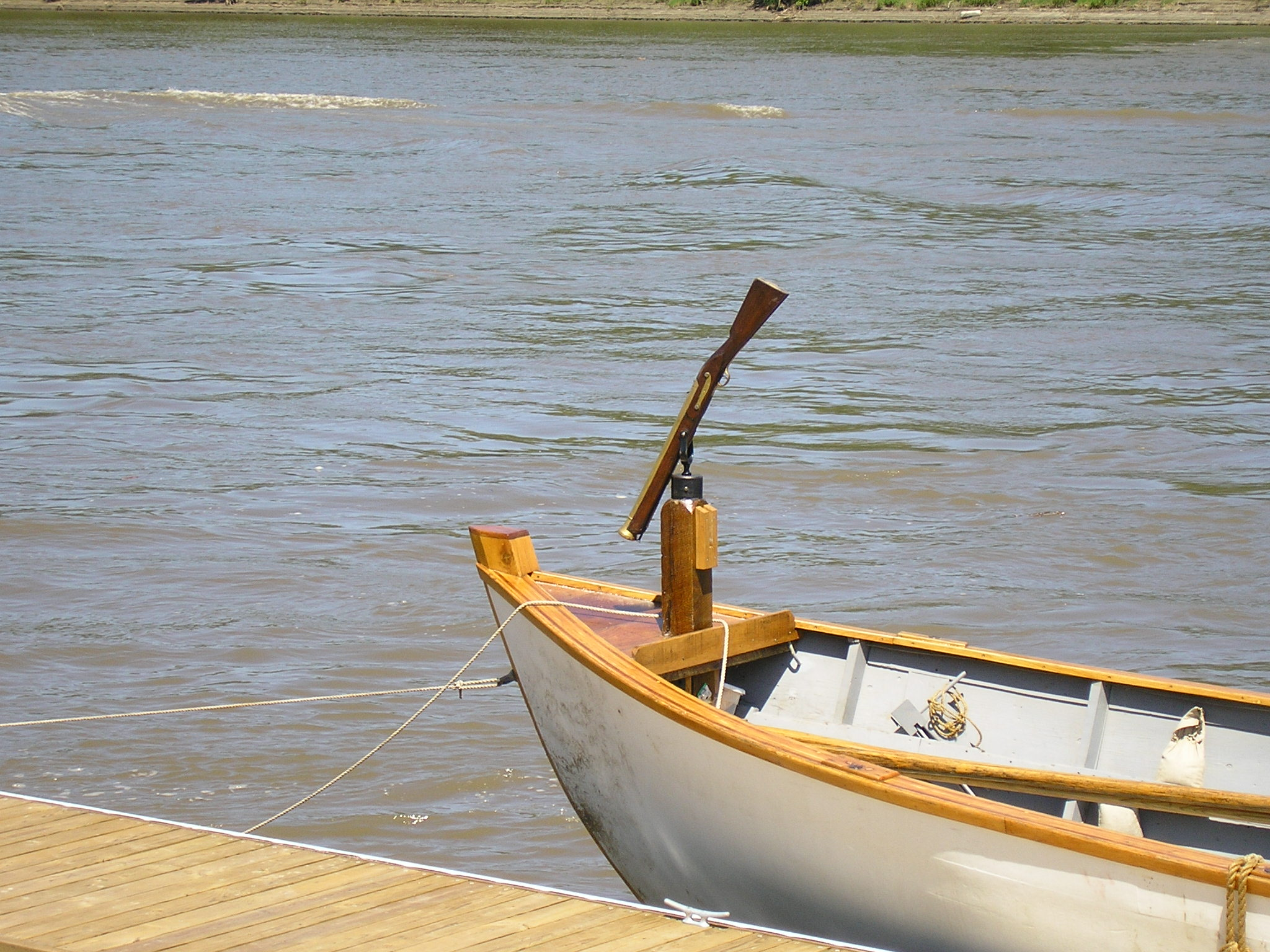
船首に銃架とブランダーバスが取り付けられたルイス・クラーク探検隊のピローグ

626年、アヴァール人がコンスタンティノープルを包囲したとき、スラヴ人はピローグで金角湾を渡ってブラケルナエの低地にある海岸に上陸し、あらゆる防御策を講じられつつも教会を略奪した。
17世紀から18世紀にかけて、カリブ海の海賊がピローグを用いてスループやバルシャ等の大型の船を攻撃したり略奪行為をしていたという記録が残っている。ピローグは海賊やバッカニアによって、現在のメキシコ湾、メキシコ湾岸、アメリカ合衆国東海岸にわたり、カリブ海地域では広く使われていた。多くの場合、偵察船やテンダーボートとして用いられていた。
1804年から1806年にかけて、ルイス・クラーク探検隊はミズーリ川西方の探検でピローグを使用した。バトーとよばれる平底の船も使用していたが、大きな川でしか使えなかった。彼らのピローグは8人の漕手と1人の水先案内人を乗せた中型船で、8トンの貨物を運搬することができた。ヘンリー・デイヴィッド・ソローは、大型のピローグを使っていることを著書『メインの森』で述べている。